# Museumszentrum Berlin-Dahlem

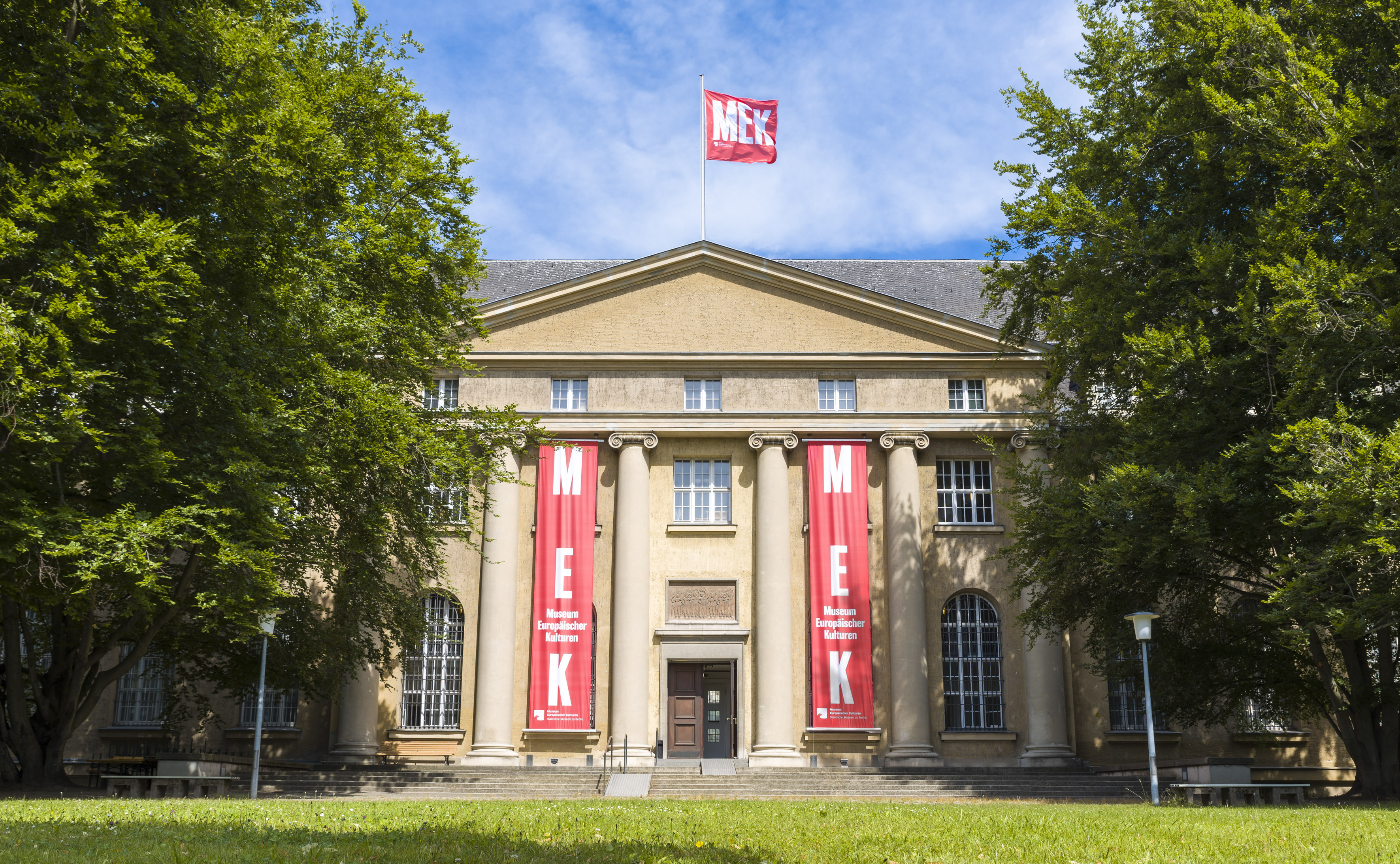
Haupteingang des Museums Europäischer Kulturen im Bruno-Paul-Bau, 2018

Das Museumszentrum Berlin-Dahlem ist ein Baukomplex im Berliner Ortsteil Dahlem des Bezirks Steglitz-Zehlendorf. In ihm befindet sich heute nur noch die Sammlung des Museum Europäischer Kulturen der Staatlichen Museen zu Berlin. Die offizielle Adresse lautet Lansstraße 8. Der Haupteingang befindet sich an der Arnimallee 25.

## Geschichte
Die ältesten Planungen für den Baukomplex reichen bis in die Zeit vor dem Ersten Weltkrieg zurück. Für das damalige Museum für Völkerkunde sollte auf Betreiben des Generaldirektors der Königlichen Museen zu Berlin Wilhelm von Bode ein Komplex aus vier Museumsbauten für die Sammlungen aus den vier Erdteilen Asien, Afrika, Ozeanien und Amerika entstehen. Dahlem wurde zu der Zeit als Wissenschaftsstandort projektiert, dort befand sich bereits der Botanische Garten und später die Kaiser-Wilhelm-Institute. Fertiggestellt wurde von 1914 bis 1923 allerdings nur der von Bruno Paul entworfene Bau für die Asiatische Sammlung, der heute als Bruno-Paul-Bau den ältesten Teil des Komplexes bildet. Er diente anschließend als Magazin der Sammlung, die Ausstellung des Museums blieb in der Stresemannstraße in Kreuzberg. Infolge des Ersten Weltkriegs wurden die weiteren Bauten des geplanten Komplexes zunächst aufgegeben.

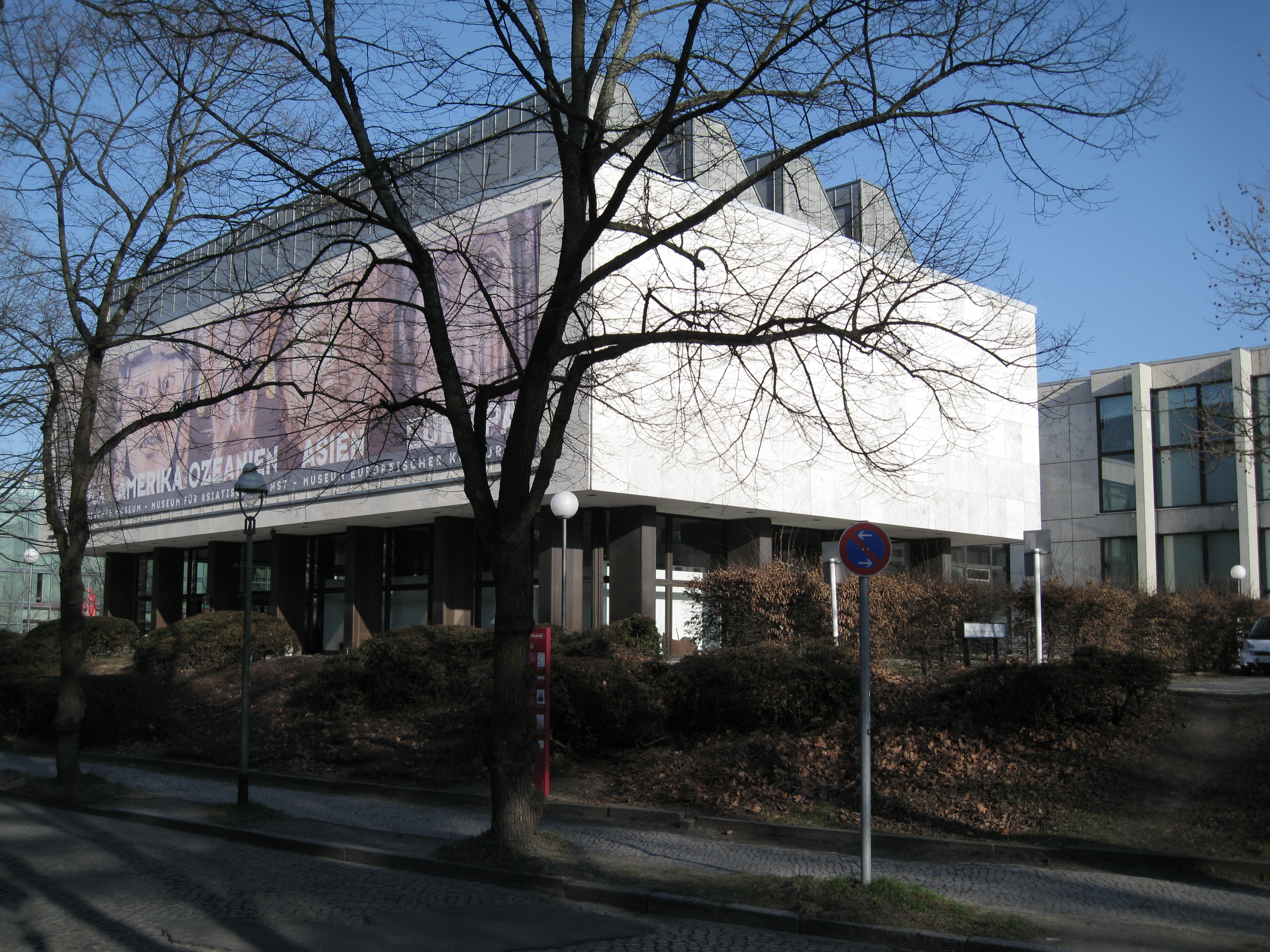
Ehemaliges Ethnologisches Museum in der Lansstraße, 2012

Die Bedeutung von Dahlem als Museumsstandort änderte sich nach dem Zweiten Weltkrieg durch die Teilung Berlins. Die Museumsinsel lag im Ostteil der Stadt. Der Bruno-Paul-Bau wurde daher zunächst provisorisch für Ausstellungen hergerichtet und beherbergte ab 1949 den nach West-Berlin überführten Teil der Gemäldegalerie. In der zweiten Bauphase des Komplexes wurde 1964–65 ein von Bruno Grimmek entworfener Anbau ergänzt. Den größten Teil des Museumszentrums bilden jedoch die von Fritz Bornemann und Wils Ebert im Stil der Nachkriegsmoderne entworfenen Erweiterungsbauten, die von 1965 bis 1973 errichtet wurden. Hier kamen das Völkerkundemuseum (der Altbau in Kreuzberg wurde 1961 abgerissen) sowie die Museen für Indische Kunst, Islamische Kunst und Ostasiatische Kunst unter. Das Museum für Deutsche Volkskunde zog 1976 in einen wiederaufgebauten Flügel des nahegelegenen Geheimen Staatsarchivs.
Nach der deutschen Wiedervereinigung wurden die Ost- und West-Berliner Sammlungen für ostasiatische Kunst 1992 in Dahlem zusammengeführt. Zusammen mit dem Museum für Indische Kunst gingen sie 2006 im Museum für Asiatische Kunst auf. Die West- und die Ost-Berliner Gemäldegalerie wurden hingegen 1998 in einem Neubau im Kulturforum am Tiergarten zusammengeführt, verließen also das Dahlemer Museumszentrum. Auch die wiedervereinigten Sammlungen islamischer Kunst fanden ihren Platz nicht in Dahlem, sondern im Pergamonmuseum auf der Museumsinsel. Aus dem ebenfalls in Ost und West geteilten Museum für (deutsche) Volkskunde und der Europa-Abteilung des Museums für Völkerkunde wurde 1999 das Museum Europäischer Kulturen am Standort Dahlem gebildet. Das Museum für Völkerkunde wurde 2000 in Ethnologisches Museum umbenannt. Dieses und das Museum für Asiatische Kunst schlossen 2017 in Dahlem ihre Türen und wurden ins Humboldt Forum im rekonstruierten Berliner Schloss überführt. Die Gebäude werden weiter durch die Stiftung Preußischer Kulturbesitz genutzt, insbesondere für deren Forschungscampus Dahlem.